# هانسیورگ کونزه
هانسیورگ کونزه (آلمانی: Hansjörg Kunze؛ زادهٔ ۲۸ دسامبر ۱۹۵۹) دونده دو استقامت اهل آلمان بود.